# 미쓰라 진
미쓰라 진(Mithra 眞, 본명: 최진(崔眞), 1983년 1월 6일 ~ )은 대한민국의 힙합 래퍼이다. a.k.a는 Sleeping M이다. 3인조 힙합 그룹 에픽하이의 멤버로 활발하게 활동하고 있다. 미쓰라 진 (Mithra 眞)이란 이름은 페르시아 신화에 나오는 빛과 진리의 신 미트라 (Mithra, Miθra)와 그의 이름인 참 진(眞)을 붙여, "빛과 진리로 세상의 어둠을 밝혀 세상의 등불이 된다"는 뜻으로 만든 것이다. 2010년 8월 3일에 군입대 하여, 21개월 간의 군복무를 마치고 2012년 5월 14일에 제대하였다.

## 배경

### 과거
1983년 1월 6일, 전라남도 고흥군에서 태어나 2살 때부터 서울에서 자랐다. 고등학교 2학년 때 처음 힙합을 접한 뒤, 다음 카페인 "프리스타일"에서 활동을 하면서 실력을 가진 MC로 사람들에게 좋은 평을 받았다. 불과 몇 개월이 지나지 않아 팀 멤버를 모집하고 있던 J-Win에게 발견되었고 2000년 6월에 MC 경빈, J-Win과 함께 케이 라이더즈란 팀을 결성하였다.
케이 라이더즈는 클럽 마스터플랜을 중심으로 활동하면서 《2001 대한민국》에 참여하는 등 나름의 활발한 활동을 하였으나, 2001년 말 해체하였다. 팀 해체 후 미쓰라 진은 가라사대와 계약을 맺고, 비슷한 시기에 J-Win의 도움으로 타블로, DJ 투컷을 만나 에픽하이를 결성하였다. 2002년 3월에는 가라사대의 멤버로써 다 크루의 싱글에 참여하기도 하였으나, 곧 가라사대에서 탈퇴한 뒤 에픽하이 멤버로서 울림 엔터테인먼트와 계약을 맺었다.

### 활동
VIP 사건에도 불구하고 에픽하이는 데뷔 음반 Map of the Human Soul을 발매하고 활동하였다. 이 과정에서 주목이 모두 타블로에게 돌아가 "미쓰라의 상대적 인지도"라는 말이 인터넷에서 유행하기도 하였다. 하지만 미쓰라 진 또한 《스타 골든벨》 등 여러 프로그램에 꾸준히 출연하면서 인지도를 높여갔다. 2007년 멜론에서 《미쓰라 진의 음악 데이트》 진행과,  2008년에는 《치욕! 꽃미남 아롱사태》란 프로그램으로 첫 솔로 진행 MC, 《타블로와 꿈꾸는 라디오》에서 DJ 투컷과 게스트, 임시 DJ를 맡기도 하였다. 그 후, 2009년 3월부터는 엠넷에서 김진표와 함께 엠넷 라디오를 진행하였으며, 11일간 심심타파의 임시 DJ를 맡기도 하였다.
한편 미쓰라 진은 솔로곡 및 작곡도 하였는데, 에픽하이 멤버로 활동하면서 간간히 《변호사들 O.S.T》인 〈Red Road〉 등 솔로곡을 발표했으며 2007년, 에픽하이의 정규 4집 Remapping the Human Soul을 통해 자신의 첫 작곡이자 솔로곡인 "Runaway"를 공개하였다. 이어 2008년 다음 음반인 5집 음반 Pieces, Part One에서 솔로곡 "Decalcomanie", 소품집 Lovescream에서 〈습관〉, 2009년 정규 6집 [e]에선 MYK와 작곡한 "Heaven" 등 작곡가로서 활동 또한 점차 늘려가고 있다.
그러던 중, 2010년 8월 돌연 군입대를 하여 팬들을 놀라게 하였다. 그는 강원도 춘천 102보충대에 입소하였으며, 21사단에서 군악대로 복무하던 중 국방홍보원에 지원 합격해 국방홍보원 소속 연예사병으로 군 생활을 했다. 2012년 5월 14일 군에서 제대하였으며, "에픽하이 활동에 대한 정확한 계획은 아직 없다. 멤버들과 함께 여행을 가기로 했으며, 여행에서 활동에 대한 구체적인 그림이 나올 것 같다."라며 활동 계획을 밝혔다. 그리고 얼마 안 가 에픽하이의 멤버로써 타블로의 뒤를 따라 YG 엔터테인먼트와 계약을 맺었다.

## 활동 내용

### 음악 활동

#### 에픽하이
- 2003년 Map of the Human Soul
- 2004년 High Society
- 2005년 Swan Songs
- 2006년 Black Swan Songs (Repackage)
- 2007년 Remapping the Human Soul
- 2008년 Pieces, Part One
- 2008년 Breakdown (Repackage)
- 2008년 Lovescream
- 2009년 魂 : Map the Soul
- 2009년 Remixing The Human Soul
- 2009년 [e]
- 2010년 Epilogue
- 2012년 99
- 2014년 신발장
- 2017년 WE'VE DONE SOMETHING WONDERFUL
- 2021년 Epik High Is Here

### 방송 활동
- M.net 《연애망상》 MC
- 2004년 MTV 코리아 《High Society》
- KBS 라디오 《Kiss the Radio》 고정 게스트
- SBS 라디오 《파워타임》
- MBC 라디오 《친한친구》
- KBS 《스타 골든벨》
- 2007년 MelOn 《미쓰라 진의 음악 데이트》
- 2008년 M.net 《치욕! 꽃미남 아롱사태》 단독 MC
- 2008년 MBC 라디오 《꿈꾸는 라디오》 고정 게스트
- 2010년 M.net 《엠넷 라디오》 김진표와 더블 DJ
- 2010년 MBC 라디오 《신동, 미쓰라진의 심심타파》 DJ
- 2011년 국군방송 프렌즈FM 《김지석, 미쓰라진의 Freeway》 DJ
- 2012년 국군방송 프렌즈FM 《미쓰라진의 Freeway》 DJ
- 2016년 ~ 2018년 MBC FM4U 《미쓰라의 야간개장》
- 2017년 MBC 《미스터리 음악쇼 복면가왕》 - 바다의 신 포세이돈
- 2018년 ~ 2019년 MBC 《공복자들》 배우자 권다현과 동반 출연
- 2022년 《아는형님》- 게스트

### 기타 사항
- 한국 걸스카우트 연맹 2대 홍보대사

## 랩 스타일
케이 라이더즈 활동 시의 그의 목소리는 매우 탁하고 어두침침한 분위기였으며, 이는 케이 라이더즈의 어둡고 강렬한 분위기에 잘 어울렸다. 케이 라이더즈 해체 후 다 크루의 〈Genuine Pace 진일보〉에 피쳐링한 그는, 플로우가 그전에 비해 편해졌으며, 이는 곧바로 에픽하이의 플로우로 이어졌다. 초기에는 CB 매스의 최자와 목소리가 너무 흡사하다는 비난을 받았는데, 그에 대해 인터뷰를 통해서 밝혔다.
| “ | “대답하기도 참 우습다라는 생각이 드는 질문인데, 엿의 생김새와 색깔, 맛이 같다고 엿 속에 난 구멍까지 같을 수는 없다고 생각합니다. 사상이 다르고 라임을 쓰는 방식이 다른데 목소리만으로 비슷하다 규정짓는것 자체가 가사를 해석하며 듣는 리스너들의 수가 부족하다는 뜻입니다. MC는 하나의 악기가 아니라 하나의 사상을 낳는 철학가임을 인지하세요.” | ” |
|   | — 2004년 3월 4일, 힙합플레이야와의 인터뷰 중 |   |

그럼에도 불구하고 리스너들 사이에서 랩 스타일에 대한 비판은 3집 《Swan Songs》전후까지 이어졌으나 4집 《Remapping the Human Soul》의 자신의 솔로곡인 〈Runaway〉에서부터 호평을 받았지만 이 당시부터 가사가 너무 난해해 이해할 수 없다는 비판도 있었으며, 이는 5집 《Pieces, Part One》 에서도 계속 이어졌다. 하지만 《Lovescream》이후로 점차 그의 랩이 듣기 편해졌다는 평을 하는 사람들이 많아지고 있다.

## 트리비아
- 미쓰라 진은 슈퍼주니어의 김희철과 친한 친구 사이이다. 여러 차례 방송을 통해서 밝혔으며[9], 김희철 또한 자신이 나오는 드라마를 비롯해 방송에서 에픽하이가 디자인한 옷을 입기도 하는 등 절친한 관계임을 보이기도 했다.[10]
- 2007년 1월, 자신이 진행하는 《음악 데이트》에서 “더 넛츠의 지현우 씨, 쌍팔년도 발라드 하고 계시는 민경훈 씨, 쥐띠 애들은 왜 이렇게 키가 커 184cm 정도가 적정 키야?” 등 막말로 구설수에 올랐었다. 2008년 3월 19일, 민경훈은 MBC 《황금어장》의 《라디오스타》에서 “아무런 느낌이 없었고 되려 친해게 지냈으면 좋겠다”라고 밝혔고[11] 이후 2008년 5월 7일 MBC 《라디오스타》에 출연해 “그 방송이 원래 거친 방송인데 그날 따라 조금 더 거칠어졌다”며 공개적으로 사과하며 직접 사과를 하고 싶다고 밝혔다.[12]
- 야구를 무척 좋아하여, 사회인 야구단에서 뛴다. 두산 베어스의 고영민 선수와 친한 것으로 알려져 있다.[13]